# Валанценго
Валанценго (итал. Vallanzengo) је насеље у Италији у округу Бијела, региону Пијемонт.
Према процени из 2011. у насељу је живело 250 становника. Насеље се налази на надморској висини од 416 м.

## Становништво
| 1931. | 1936. | 1951. | 1961. | 1971. | 1981. | 1991. | 2001. | 2011. |
| ----- | ----- | ----- | ----- | ----- | ----- | ----- | ----- | ----- |
| 354   | 347   | 384   | 342   | 279   | 272   | 262   | 250   | 239   |